# Abareia amaurodes
Abareia amaurodes är en fjärilsart som beskrevs av Turner 1947. Abareia amaurodes ingår i släktet Abareia och familjen mott. Inga underarter finns listade i Catalogue of Life.